# Nissan 100NX

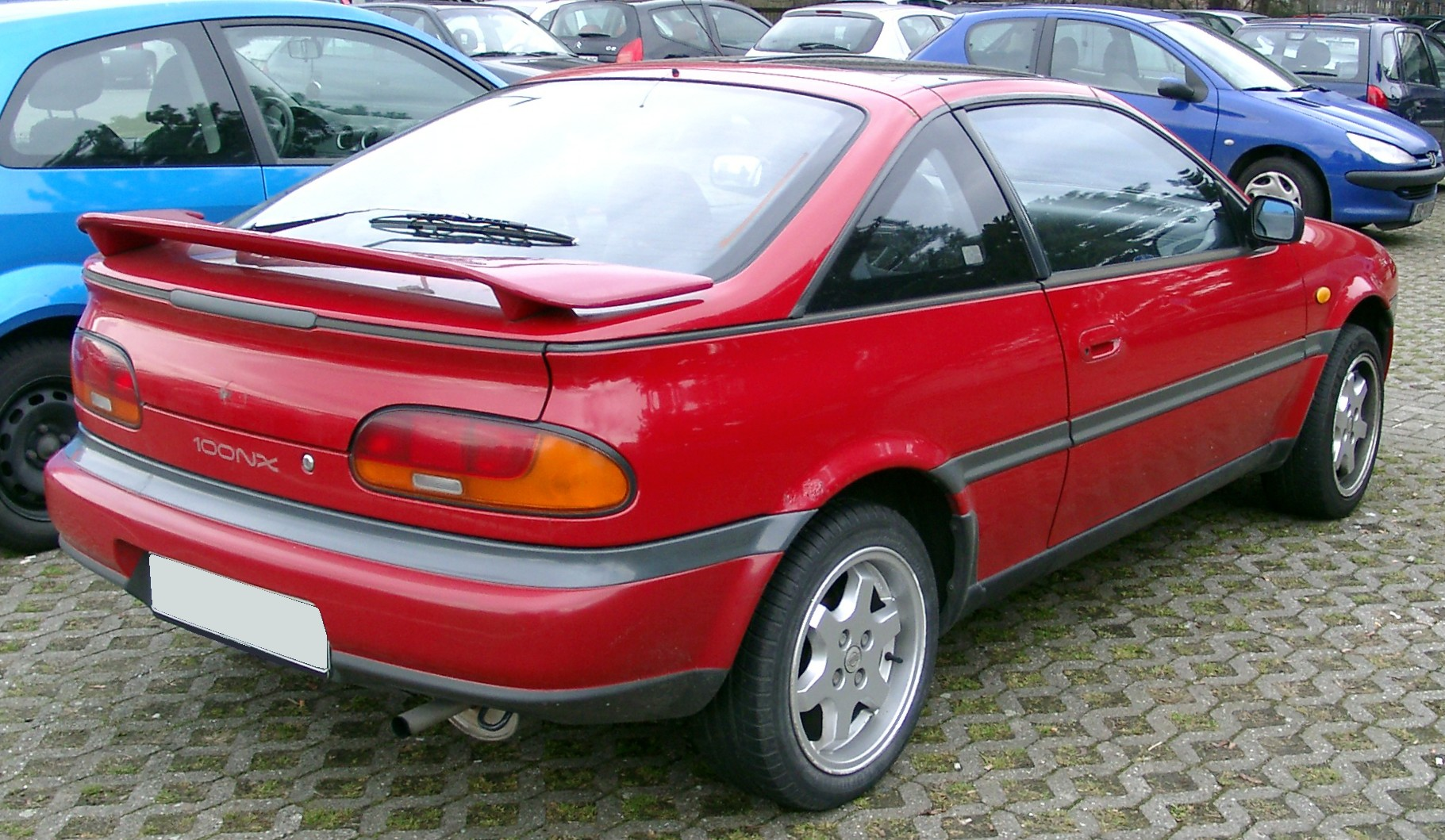
Nissan 100NX – tył

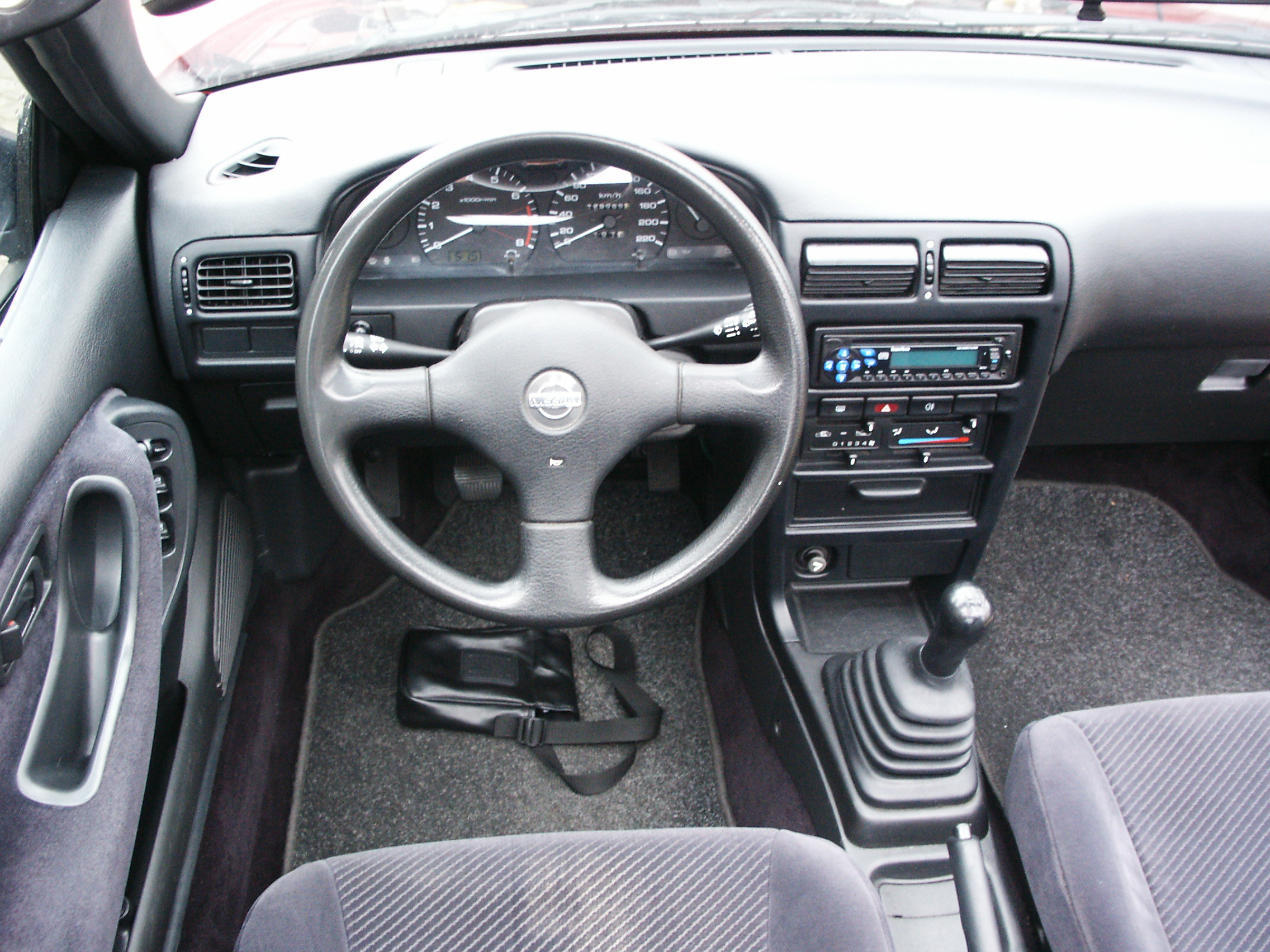
Nissan 100NX - deska rozdzielcza

Nissan 100NX – kompaktowy, sportowy samochód osobowy, produkowany przez koncern Nissan w latach 1990–1995.

## Historia
Nissan NX został zaprojektowany w 1990 roku, w kalifornijskiej filii firmy Nissan. 
Produkcję rozpoczęto w 1990 roku, zaś do sprzedaży trafił w styczniu 1991 roku. Płyta podłogowa B13 oprócz sportowego coupé wykorzystana została do opracowania modeli Nissan Sentry B13, Sunny N14 oraz kombi Sunny Traveller Y10. Auto zastąpiło samochody Sunny Coupe B12 oraz Pulsar EXA. Dostępne było w wersjach nadwoziowych coupé oraz targa. 

## Dane techniczne
| Wersja     | Silnik:                   | Układ zasilania: | Śr. × skok tłoka:   | St. sprężania: | Moc maks:                          | Maks. moment obrotowy     | 0-100 km/h: | V-max:   |
| ---------- | ------------------------- | ---------------- | ------------------- | -------------- | ---------------------------------- | ------------------------- | ----------- | -------- |
| R4 1.6 16V | R4 1,6 l (1598 cm³), DOHC | gaźnik           | 78,00 mm × 83,60 mm | 9,8:1          | 90 KM (66 kW) przy 6000 obr./min   | 133 Nm przy 4000 obr./min | 10,7 s      | 185 km/h |
| R4 1.6 16V | R4 1,6 l (1598 cm³), DOHC | wtrysk           | 78,00 mm × 83,60 mm | 9,8:1          | 90 KM (66 kW) przy 6000 obr./min   | 136 Nm przy 4000 obr./min | 10,7 s      | 185 km/h |
| R4 1.6 16V | R4 1,6 l (1598 cm³), DOHC | wtrysk           | 78,00 mm × 83,60 mm | 9,8:1          | 102 KM (75 kW) przy 6000 obr./min  | 136 Nm przy 4000 obr./min | b/d         | b/d      |
| R4 1.6 16V | R4 1,6 l (1598 cm³), DOHC | wtrysk           | 78,00 mm × 83,60 mm | b/d            | 95 KM (70 kW)                      | 136 Nm                    | 10,1 s      | 185 km/h |
| R4 1.6 16V | R4 1,6 l (1598 cm³), DOHC | wtrysk           | 78,00 mm × 83,60 mm | b/d            | 112 KM (82 kW) przy 6400 obr./min  | 134 Nm przy 4800 obr./min | b/d         | b/d      |
| R4 2.0 16V | R4 2,0 l (1998 cm³), DOHC | wtrysk           | 86,00 mm × 86,00 mm | 9,5:1          | 143 KM (105 kW) przy 6400 obr./min | 176 Nm przy 4800 obr./min | 8,1 s       | 209 km/h |

## Specyfikacja
Na rynek amerykański auto było oferowane pod nazwami NX1600 (model wyposażony w silnik GA16DE na pełnym wtrysku o mocy 112 KM z głowicą typu NVCS) oraz NX2000 (jednostka napędowa SR20DE o mocy 143 KM, dodatkowo względem wersji europejskich posiadały LSD). Auta budowane były w Kalifornii w latach 1991-93. NX1600 wyposażone były w elektroniczny zestaw wskaźników. 
W Japonii auto oferowane było pod nazwą NX Coupe i było wyposażane w silniki: 
- GA15DS - 94 KM
- GA16DE - 102 KM
- SR18DE - 140 KM
- SR20DE - 143 KM (rzadko spotykana wersja)

NX Coupe przeznaczone na rynek japoński wyróżniało się bogatym pakietem wyposażenia, obejmującym m.in. ABS, pakiet el. i klimatyzację. Wersje z silnikami GA, posiadały taki sam elektroniczny zestaw wskaźników jak w USA. 
Europejskie wersje nazywały się 100NX i produkowane były od 1990 do 1996 roku. W latach 1991-93 auta były dostępne z silnikami: 
- GA16DS (90 KM) - silnik posiadał elektronicznie sterowany gaźnik. W latach 1992-93 na rynek niemiecki została wypuszczona wersja SPEZIAL posiadająca tylne hamulce tarczowe z ABS, kierownice MOMO, 14' alufelgi, trzecie światło stop oraz spoilery MS Design.
- SR20DE - wersja GTI będąca odpowiednikiem NX2000, posiadająca takie same wydajniejsze hamulce z fabrycznym ABS i pakiet stylistyczny (obejmujący dokładkę przedniego zderzaka, nakładki progowe, oraz niewielki spoiler na tylnej klapie). W przeciwieństwie do modelu amerykańskiego posiadała seryjny pakiet elektryczny. Egzemplarze wyprodukowane w 1990 roku posiadały 150 KM, w następnych latach 143 KM.

NX2000 z silnikiem SR20DE 153 KM od początku swojej kariery na rynku w USA posiadał ocynkowane blachy, nadwozie zostało poszerzone o kilka cm w celu wstawienia felg o szerszym profilu. Ze słupka przy szybie czołowej od strony kierowcy została usunięta antena od radia. Zawieszenie zostało usztywnione i obniżone fabrycznie, zamontowano z tyłu hamulce tarczowe. Nissan został wyposażony w klimatyzację przez co schowek w desce rozdzielczej został pomniejszony. Wyposażono go w jedną poduszkę powietrzna dla kierowcy i zmieniono kierownicę z 3 ramiennej na 4.

## Facelifting
W 1993 roku europejska odmiana małego coupé przeszła facelifting. Polegał on głównie na zmianach układu napędowego 1.6 – silnik otrzymał wielopunktowy wtrysk paliwa, zmiany objęły też skrzynię biegów oraz półosie napędowe. Jedyna zmiana zewnętrzna objęła listwy boczne, dotychczas szare, które otrzymały kolor nadwozia. Wewnątrz zmiany objęły nowy zestaw wskaźników, oraz wprowadzenie nowego brązowo-szarego wystroju wnętrza (zamiast dotychczasowych – czarnego, szarego i niebieskiego). Wersja GTI również otrzymała listwy w kolorze nadwozia oraz zmieniony zestaw zegarów. 
Po faceliftingu dostępnymi wersjami silnikowymi były: 
- GA16DE (90 KM)
- GA16DE (102 KM)
- SR20DE (143 KM)

Różnica między GA16DE (90) i GA16DE (102) polegała na zastosowaniu w tej drugiej jednostce kolektora ssącego o większym przekroju kanałów dolotowych. Wersje targa po faceliftingu miały ograniczona moc do 90 KM na rynkach – niemieckim, austriackim i na wyspach. 
Wersja coupe została wycofana ze sprzedaży na terenie Europy, ale jeszcze pod koniec 1993 roku pojawiła się ponownie na rynku niemieckim jako 100NX SR, który charakteryzował się niższą cena zakupu oraz bogatym wyposażeniem (el. szyby, pakiet ospoilerowania GTI i przede wszystkim silnikiem o mocy 102 KM) rekompensującym brak dachu typu targa. 

## B13 w prasie
W 1991 roku czasopismo Road&Track dokonało porównania NX2000, Hondy CRX SiR oraz Golfa II GTI, wtedy zwycięzcą testu został Nissan, a autorzy rozpływali się w zachwytach nad własnościami układu jezdnego tego auta. Rok później R&T podczas testu "Best Handling Cars" NX został zestawiony z takimi autami jak: Acura NSX, Porsche 911 czy Nissan 300ZX. 

## Bezpieczeństwo
Nissan 100NX charakteryzuje się bardzo słabymi wynikami w crashtestach.